# Pinosia
Pinosia es un género de plantas con flores con dos especies  perteneciente a la familia de las cariofiláceas.

## Especies
- Pinosia glandulosa Alain
- Pinosia ortegioides Urb.